# Saperda maculosa

Saperda maculosa  (лат.) — жук из семейства усачей и подсемейства Ламиины.

## Описание
Жук длиной от 10 до 18 мм. Время лёта взрослого жука с июня по июль.

## Распространение
Распространён в Иране, Кавказе и Азербайджане.

## Экология и местообитания
Жизненный цикл вида длится от одного до двух лет. Кормовые растения: лиственные деревья, в особенности слива (Prunus).